# Jordan Frieda
Jordan Frieda (* 17. Juni 1977) ist ein britischer Schauspieler.
Er ist der Sohn der schottischen Pop-Sängerin und Schauspielerin Lulu und des britischen Prominentenfriseurs John Frieda. Er wurde am Eton College und an der University of Cambridge ausgebildet.
Eine kleine Rolle hatte er in einer Episode von  Steven Spielbergs Serie Band of Brothers – Wir waren wie Brüder und übernahm die Hauptrolle in dem umstrittenen amerikanischen Fernsehfilm Prinz William – Zwischen Party und Protokoll. Der Film handelt von Prinz William, der wie er das Eton College besuchte.
Er hatte 2004 auch eine Rolle in dem Film Out of Season mit Dennis Hopper in der Hauptrolle.
Frieda ist Miteigentümer eines Restaurants in London. Er ist Vater einer Tochter.